# Giuseppe Greco (mafioso)
Giuseppe Greco, detto Scarpuzzedda o semplicemente "Pino" (Palermo, 4 gennaio 1952 – Palermo, settembre 1985), è stato un mafioso italiano, legato a Cosa nostra.

## Biografia
Nacque nel 1952 a Ciaculli, una frazione-borgata di Palermo. Nonostante il cognome, non aveva nessuna parentela con il boss di Ciaculli Salvatore "Cicchiteddu" Greco e il boss di Croceverde-Giardini Michele Greco. Il padre Nicolò veniva soprannominato "Scarpa", di conseguenza, Giuseppe prese il soprannome di "Scarpuzzedda" (in lingua siciliana "Piccola scarpa") e, ancora giovanissimo, venne affiliato alla Famiglia di Ciaculli. Non si sa esattamente quando si unì alla mafia ma nel 1979 venne arrestato una prima volta dal commissario Boris Giuliano insieme a Pietro Marchese e Giovannello Greco per una rapina ad una banca in cui rimase ucciso il metronotte Alfonso Sgroi. Furono però tutti scarcerati per insufficienza di prove e messi in libertà provvisoria.
In pochi anni Greco divenne uno dei killer del mandamento di Ciaculli-Croceverde-Giardini-Brancaccio, che era guidato dal boss Michele Greco. Nel 1977 lo stesso Michele Greco lo scelse per fare parte del commando di killer che compì l'uccisione del tenente colonnello Giuseppe Russo.
Nel 1978 venne nominato anche capomandamento di Ciaculli in sostituzione di Michele Greco su proposta di Totò Riina, a cui era strettamente legato.
Greco faceva parte di una "squadra della morte" che operò durante la seconda guerra di mafia, composta tra gli altri da Antonino Madonia, Calogero Ganci, Filippo Marchese, i fratelli Antonino e Pino Marchese, Gaetano Carollo, Giuseppe Lucchese, Giuseppe Giacomo Gambino, e Mario Prestifilippo. A Greco sono attribuiti 76 omicidi, tra i quali quelli del magistrato Rocco Chinnici, del generale dei Carabinieri Carlo Alberto dalla Chiesa, dell'onorevole Pio La Torre, del vicebrigadiere Antonino Burrafato, dell'agente di polizia Calogero Zucchetto, del commissario Beppe Montana, oltre a quelli dei boss mafiosi Stefano Bontate, Salvatore Inzerillo, Alfio Ferlito e le lupare bianche dei boss Giuseppe Panno e Rosario Riccobono. Secondo i pentiti Vincenzo Sinagra e Stefano Calzetta, durante la seconda guerra di mafia Greco aiutò Filippo Marchese a compiere numerosi omicidi nella cosiddetta "camera della morte", un appartamento abbandonato nella zona di corso dei Mille dove i nemici venivano strangolati, sciolti nell'acido e poi i loro resti gettati in mare.
La mattina del 25 dicembre 1982, Greco scampò a un agguato tesogli dagli "scappati" delle famiglie palermitane. Inizialmente si pensò fosse opera di Salvatore Contorno, ma, in seguito al proprio pentimento nel 1999, Gaetano Grado si dichiarò responsabile dell'agguato. Il Greco dopo questo attentato continuò a fare terra bruciata attorno agli "scappati", cacciò da Ciaculli tutte le persone che riteneva inaffidabili verso di lui e bruciò le loro case, in particolare quella di Giovannello Greco, in passato suo amico e considerato il capo degli "scappati" in quanto passato dalla parte di Stefano Bontate.
Per indebolire la sua posizione, Totò Riina ordinò la strage di piazza Scaffa il 18 ottobre 1984 nel territorio del mandamento di Ciaculli, in cui otto persone furono uccise a colpi di arma da fuoco in un fienile. Greco non fu deliberatamente informato per minarne la leadership.
Nel settembre 1985 Totò Riina fece sparire Greco, sia per ridurre la forza della cosca di Ciaculli, sia perché ormai era ritenuto troppo ambizioso, venendo visto dagli altri killer come un potenziale futuro capo.
Secondo i pentiti Francesco Marino Mannoia e Pino Marchese, Greco venne eliminato con il metodo della lupara bianca da Giuseppe Lucchese e da Vincenzo Puccio nell’autunno inoltrato del 1985 in una villa tra Bagheria e Ficarazzi dove Greco viveva in latitanza. I killer suonarono alla porta, Greco andò loro ad aprire e li fece entrare per un caffè (Greco e Lucchese erano molto amici). Mentre era seduto al tavolo intento a fare i conti, il Lucchese si alzò con una scusa e a tradimento, da dietro gli sparò alla nuca. C'erano altre due persone arrivate con i primi: Agostino Marino Mannoia, fratello di Francesco, e Filippo La Rosa, appartenenti alla famiglia di Ciaculli. Dopo l’omicidio di Greco varie persone a lui vicine vennero uccise, tra cui Mario Prestifilippo e il cugino Giovanni Fici, eliminato dal suo cugino Filippo La Rosa il 2 febbraio del 1988, ed anche la sua fidanzata Mimma Miceli sopravvisse ad un agguato. Poco prima della propria uccisione (datata 28 luglio 1985), il commissario Beppe Montana tentò di stabilire un contatto con Mimma Miceli per arrivare alla cattura di Greco.
Inizialmente Totò Riina fece circolare la voce in Cosa nostra che Greco fosse scappato negli Stati Uniti per trascorrere la latitanza. Per ironia della sorte, nel primo grado del maxiprocesso di Palermo, Greco venne condannato all’ergastolo in contumacia, ma la sentenza fu annullata nel 1989 dopo, appunto, le rivelazioni di Francesco Marino Mannoia e Pino Marchese.
Nel 2018 il comune di Bagheria fece demolire la villa occupata dal boss. Del caso se ne occupò anche il programma Le Iene.